# Amar (film)
Amar ('liefhebben') is een Spaanse romantische dramafilm uit 2017 onder regie van Esteban Crespo.

## Verhaal
Laura en Carlos houden intens van elkaar. Ze zijn op zoek naar hoe hun leven zelf vorm te geven en onder de controle van hun ouders uit te komen. Laura droomt ervan om zwanger te worden. Ze worden geleidelijk volwassener, maar hun liefde verandert ook. Houden ze een jaar later nog wel van elkaar?

## Rolverdeling
- María Pedraza als Laura
- Pol Monen als Carlos
- Natalia Tena als Merche, Laura's moeder
- Nacho Fresneda als Laura's vader
- Greta Fernández als Lola
- Maria Caballero als Marta
- Jorge Silvestre als Moro
- Paz Muñoz als Susana
- Gustavo Salmerón als Pablo